# Charlie I'Anson
Charlie Dean I'Anson (Luton, Inglaterra, 1 de julio de 1993) es un futbolista británico que juega de defensa en el Vélez C. F. de la Segunda Federación.

## Biografía
Empezó su carrera en el Grimsby Town en la Conference, con 17 años y debutó con gol en su primer partido. En el año 2012 firmó por el Elche C. F., pasando para el Elche Ilicitano durante dos temporadas, que consiguió el ascenso a Segunda B y con el que disputó veintiocho partidos.
En 2013 llegó a jugar dos partidos con el primer equipo en la Primera División. Debutó ante el R. C. D. Espanyol, lo que supuso el debut de un canterano del Elche C. F. en Primera División 24 años después.
En la temporada 2014-15 había llegado a un acuerdo para marcharse cedido al Real Murcia, pero debido al descenso a Segunda División B ese acuerdo no fructificó y se enroló en la A. D. Alcorcón en calidad de cedido hasta este mercado de invierno.
En enero de 2015 llegó al Real Oviedo en calidad de cedido hasta final de temporada, para asegurar aún más la línea defensiva, del líder del Grupo I de Segunda División B. El 20 de agosto de 2015 rescindió su contrato con el Elche C. F., fichando al día siguiente por el filial del Valencia C. F.
El 7 de julio de 2017 se anunció su incorporación al Granada C. F. después de desvincularse del Valencia Mestalla y llegar libre a la entidad nazarí. En el mercado de invierno de 2018 se incorporó al Real Murcia.
En julio de 2019, tras rescindir su contrato con el Real Murcia, se comprometió por una temporada con el Club de Fútbol Rayo Majadahonda. Un año después regresó a Murcia para jugar en el UCAM Murcia C. F.
El 3 de agosto de 2022 firmó por la Unión Deportiva San Sebastián de los Reyes. Con este equipo compitió una campaña en Primera Federación y el 14 de agosto de 2023 fichó por el Vélez C. F.

## Clubes
| Club                             | País       | Año       |
| -------------------------------- | ---------- | --------- |
| Grimsby Town F. C.               | Inglaterra | 2011-2012 |
| Elche Ilicitano C. F.            | España     | 2012-2014 |
| Elche C. F.                      | España     | 2014-2015 |
| A. D. Alcorcón                   | España     | 2014-2015 |
| Real Oviedo                      | España     | 2015      |
| Valencia C. F. Mestalla          | España     | 2015-2017 |
| Granada C. F.                    | España     | 2017-2018 |
| Real Murcia C. F.                | España     | 2018-2019 |
| C. F. Rayo Majadahonda           | España     | 2019-2020 |
| UCAM Murcia C. F.                | España     | 2020-2022 |
| U. D. San Sebastián de los Reyes | España     | 2022-2023 |
| Vélez C. F.                      | España     | 2023-     |